# Chut jezici
Chut jezici, malena austroazijska skupina jezika, porodice mon-khmer, raširenih na području Vijetnama i Laosa. Jedna je od pet skupina koja sa skupinama cuoi, muong, thavung (jezik aheu [thm]) i vijetnamskom, čini širu skupinu viet-muong.
Obuhvaća 3 jezika, viz.: arem [aem], 20 u Vijetnamu i 20 u Laosu; chut [scb], 3.830 u Vijetnamu (1999 popis) i 450 u Laosu (1995 census); i maleng [pkt], 800 u Laosu (Ferlus 1996) i 200 u Vijetnamu (Ferlus 1996).

## Vanjske poveznice
- Ethnologue (14th)
- Ethnologue (15th)